# Estación de Alcázar de San Juan-Mercancías
Alcázar de San Juan-Mercancías, anteriormente también denominada Alcázar de San Juan-Cargas o Alcázar de San Juan-Clasificación, es una estación de ferrocarril situada en el municipio español de Alcázar de San Juan, en la provincia de Ciudad Real, comunidad autónoma de Castilla-La Mancha. Las instalaciones pertenecen a la red de Adif y están dedicadas exclusivamente a funciones logísticas. 

## Situación ferroviaria
Las instalaciones forman parte de la línea férrea de ancho ibérico Aguja km 146,1-Alcázar de San Juan, estando situadas en el punto kilométrico 147,0. Esta, a su vez, constituye un ramal de la histórica línea Madrid-Valencia, sirviendo de enlace entre esta y la estación de mercancías.

## Historia
En 1909 la compañía MZA construyó una estación de clasificación en Alcázar de San Juan —junto a su estación principal, situada en la parte derecha de la línea general de Andalucía—, si bien a partir de 1913 el gran volumen de mercancías que debía procesarse en la misma empezó a hacer evidente la necesidad de construir una nueva. Por ello, la compañía propietaria puso en marcha la construcción de una nuevas instalaciones de clasificación algo más al norte, antes de la bifurcación hacia Andalucía y Levante. En 1932 se inauguraría una parte de las mismas, disponiendo solo de cinco vías; la estación entraría en servicio en su totalidad en 1941, estando ya integrada en la red de la recién creada RENFE. Para entonces disponía de una playa de catorce vías, si bien estas serían aumentadas con el tiempo hasta un total de veintiséis. Desde enero de 2005, con la extinción de la antigua RENFE, Adif es la titular de las instalaciones ferroviarias.